# Заполярный
Заполя́рный — город (с 1963) в Печенгском районе Мурманской области России. Центр и до мая 2020 года единственный населённый пункт городского поселения Заполярный (упразднено с преобразованием Печенгского муниципального района в муниципальный округ). Находится в 103 км к северо-западу от Мурманска и в 2,4 км к востоку от границы с Норвегией.
Распоряжением Правительства РФ от 29 июля 2014 года № 1398-р «Об утверждении перечня моногородов» город включён в категорию «Монопрофильные муниципальные образования Российской Федерации (моногорода), в которых имеются риски ухудшения социально-экономического положения».
Население — 14 231 чел. (2023). Площадь города — 12 км².
После проведённой в 2006 году муниципальной реформы площадь городского поселения Заполярный составила 41650 га.
С конца апреля 2020 года городское поселение упраздняется в связи с преобразованием Печенгского муниципального района в Печенгский муниципальный округ. Закон о преобразовании подписан 24 апреля 2020 года.

## История
Первое поселение на месте города было заложено в 1955 году геологами при строительстве Ждановского горно-обогатительного комбината на базе Ждановского медно-никелевого месторождения, открытого в 1946 году. Датой закладки города считается 4 мая 1955 года. Отстроен трестом «Печенганикельстрой» и ленинградскими комсомольцами. 20 апреля 1956 года посёлок при комбинате был включён в учётные данные и получил наименование «Заполярный» (так как располагался за полярным кругом), а Указом Президиума Верховного Совета РСФСР от 30 мая 1957 года Заполярный был отнесён к категории рабочих посёлков.
Решением Мурманского облисполкома от 16 июля 1959 года в черту рабочего посёлка Заполярный был включён посёлок при станции Ждановская железной дороги Кола — Печенга.
Указом Президиума Верховного Совета РСФСР от 1 февраля 1963 года рабочий посёлок Заполярный был преобразован в город районного подчинения.
Вторым населённым пунктом, возникшим при разработке Ждановского месторождения, стал посёлок Пильгуярви, переименованный 22 марта 1958 года в посёлок Горный. Решением Мурманского облисполкома от 16 июля 1959 года он получил статус рабочего посёлка, с подчинением Заполярному поссовету. По данным переписи 1959 года население Горного составляло 2398 человек. Решением Мурманского облисполкома от 30 марта 1967 года рабочий посёлок Горный был включён в черту Заполярного.

## Население
| 1959    | 1970    | 1979    | 1989    | 1996    | 1998    | 2000    | 2001    |
| ------- | ------- | ------- | ------- | ------- | ------- | ------- | ------- |
| 3791    | ↗22 084 | ↘21 172 | ↗23 564 | ↘20 500 | ↘19 900 | ↘19 200 | ↘19 000 |
| 2002    | 2005    | 2006    | 2007    | 2008    | 2009    | 2010    | 2011    |
| ↘18 640 | ↘18 500 | ↘18 300 | ↘18 200 | ↘18 000 | ↘17 707 | ↘15 825 | ↗15 831 |
| 2012    | 2013    | 2014    | 2015    | 2016    | 2017    | 2018    | 2019    |
| ↘15 717 | ↘15 589 | ↘15 424 | ↘15 288 | ↘15 211 | ↘15 194 | ↘15 037 | ↘14 902 |
| 2020    | 2021    | 2023    |         |         |         |         |         |
| ↘14 706 | ↗14 791 | ↘14 231 |         |         |         |         |         |

На 1 января 2025 года по численности населения город находился на 813-м месте из 1124 городов Российской Федерации.
Гендерный состав
Численность населения, проживающего на территории населённого пункта, по данным Всероссийской переписи населения 2010 года составляла 15 825 человек, из них 7565 мужчин (47,8 %) и 8260 женщин (52,2 %).

## Экономика
- Горно-металлургический комбинат «Печенганикель», входящий в концерн «Норильский никель»
- Кольская горно-металлургическая компания
- ООО «Заполярное АТП»

## Культура и досуг
Культурные и досуговые учреждения в г. Заполярный:
- МБУК «Дворец Культуры „Октябрь“»
- МБУДО Детская музыкальная школа № 2 г. Заполярный
- МБУДО Дом детского Творчества № 2
- МБУДО Детская художественная школа № 2

## Средства массовой информации

### Телевидение
Телевизионное и радиовещание в г. Заполярный обеспечивается эфирными и кабельными операторами. Эфирное телевизионное вещание осуществляет филиал РТРС «Мурманский ОРТПЦ». Вещание аналогового телевидения прекращено 21.10.2019 г. В общественном доступе находятся пакеты эфирного цифрового телевидения (мультиплексы) РТРС-1 и РТРС-2. Региональные врезки ГТРК Мурман выходят в цифровом пакете РТРС-1 на каналах Россия 1, Россия 24 и Радио России, региональные врезки ТВ-21+ на канале ОТР. Охват цифровым эфирным телевизионным вещанием города обеспечивает объект «Заполярный» (гора Паловара) на 57 ТВК (РТРС-1) и 46 ТВК (РТРС-2).
Вещание в кабельных сетях осуществляют операторы: Ростелеком, ООО «Северо-западное вещание».

### Радиовещание
| Частота, МГц | Название                            | Мощн., кВт |
| ------------ | ----------------------------------- | ---------- |
| 69,74        | (Молчит) Радио России / ГТРК Мурман | 4          |
| 105,4        | Европа Плюс                         | 0,5        |
| 107,9        | Радио России / ГТРК Мурман          | 1          |

## Галерея

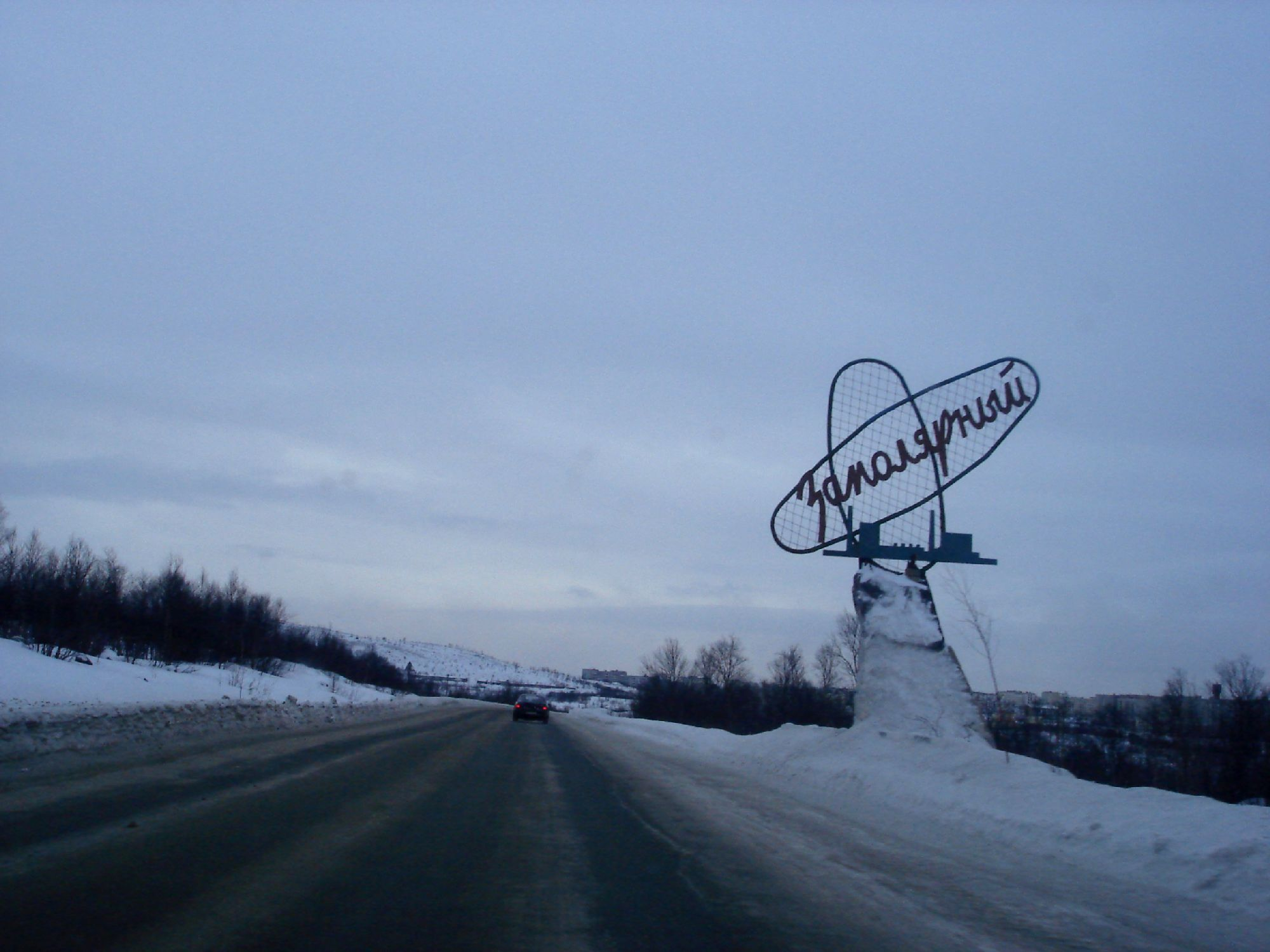
Пилон при въезде в город
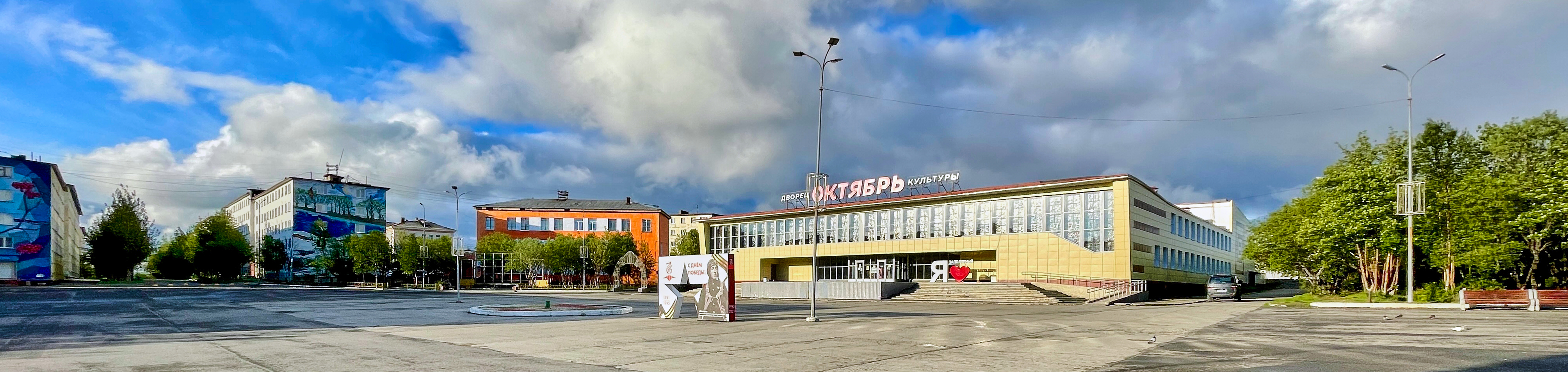
Центральная площадь
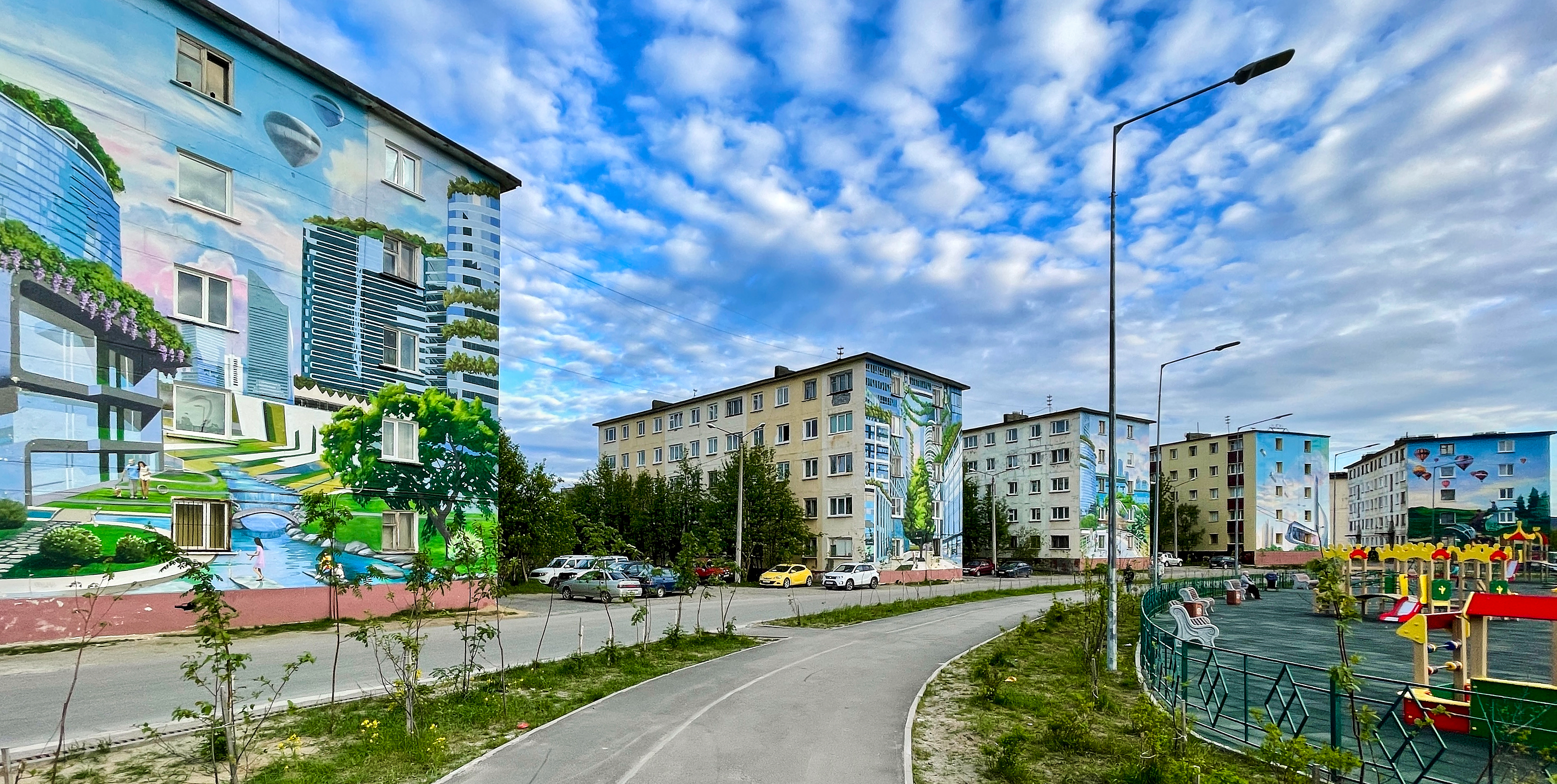
Улица К. Маркса
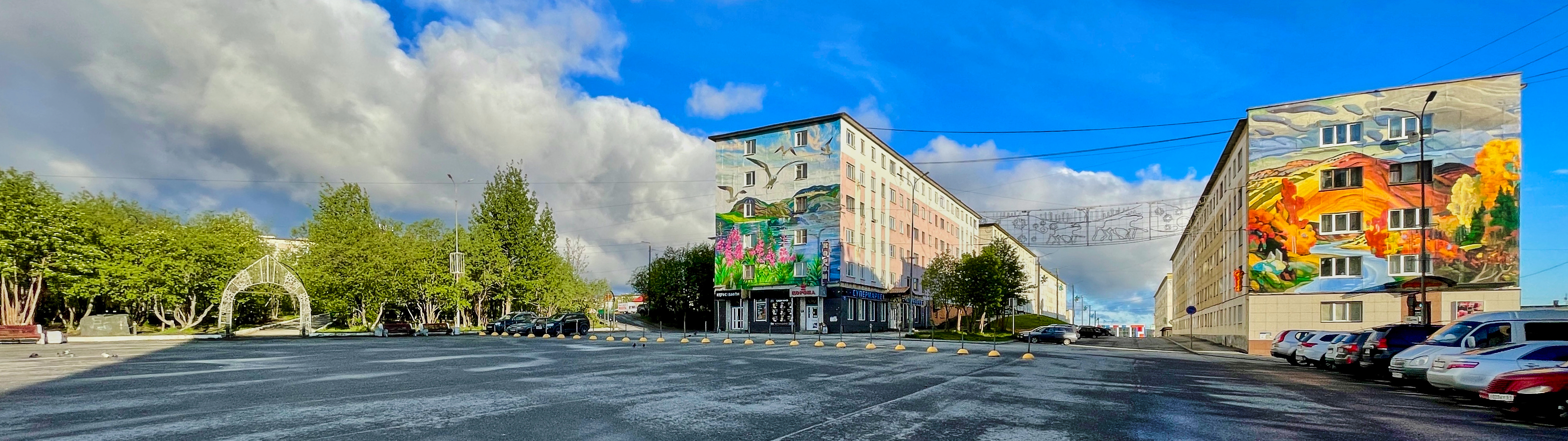
Улица Мира
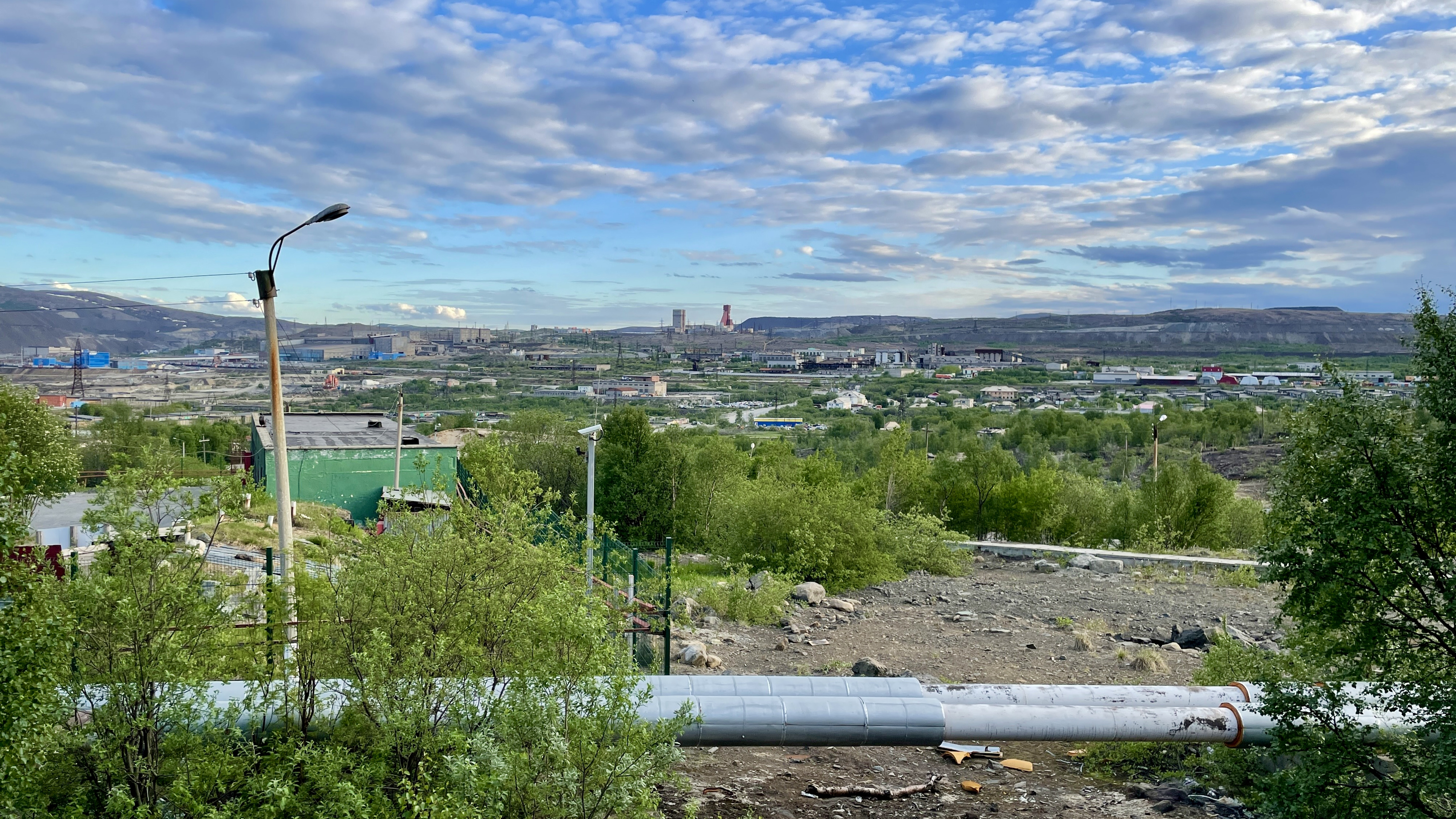
Вид на промплощадку
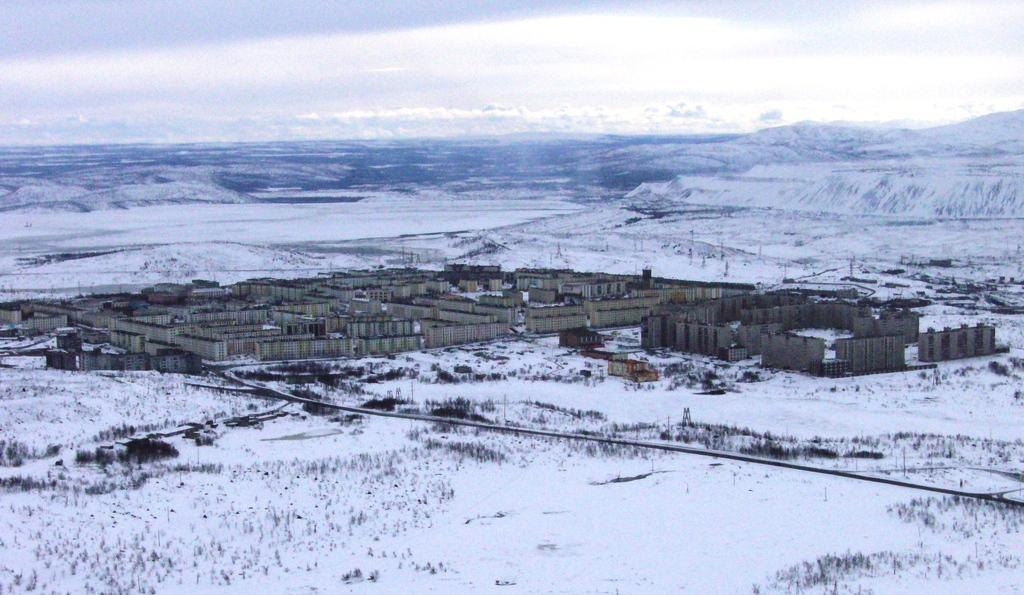
Вид на город
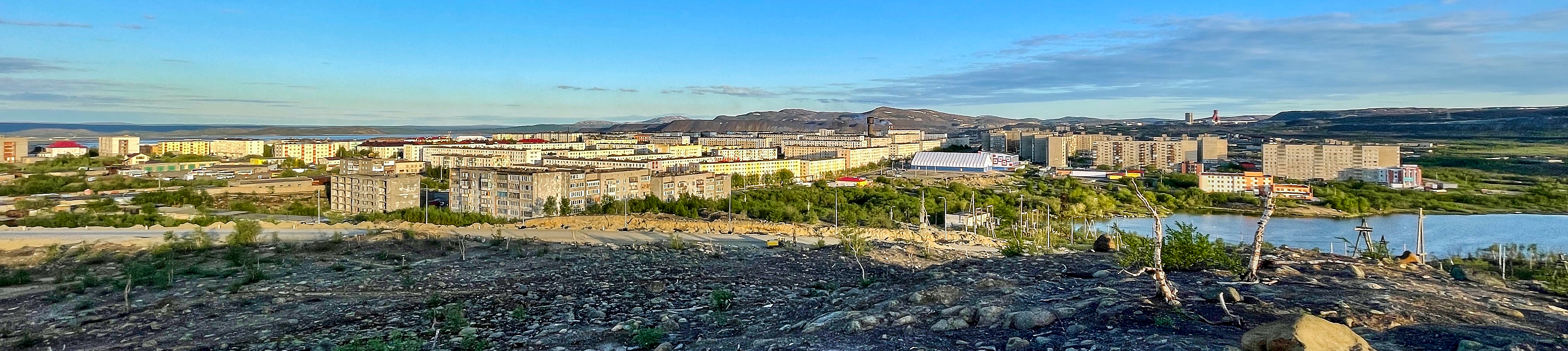
Вид на город